# Mail (datorprogram)
Mail (även kallad Apple Mail eller Mail.app) är en e-postklient som ingår i Apples operativsystem Mac OS. Programmet har stöd för smarta brevlådor, som sorterar brev i mappar efter kriterier samtidigt som ett brev kan ligga i flera brevlådor samtidigt.
I Mac OS finns en funktion där programmets symbol i Dock kan ändras beroende på vad som händer i programmet. Apple Mail var ett av de första programmen som använde sig av den funktionen. I Mails fall har det varit att i siffror visa antalet nya e-postmeddelanden.

## Historia
Mail härstammar från grunden från en e-postklient som fanns i operativsystemet NeXTSTEP i slutet av 1980- och början på 1990-talet. Version 1 av Apple Mail kom dock i samband med lanseringen av Mac OS 2001 och behöll ungefär samma stil fram till 2005 då version 2 lanserades.

## Integration
Mail är integrerat med Apples övriga program som Adressbok (datorprogram) och Ical.